# Costa Ricaans voetbalelftal (mannen)

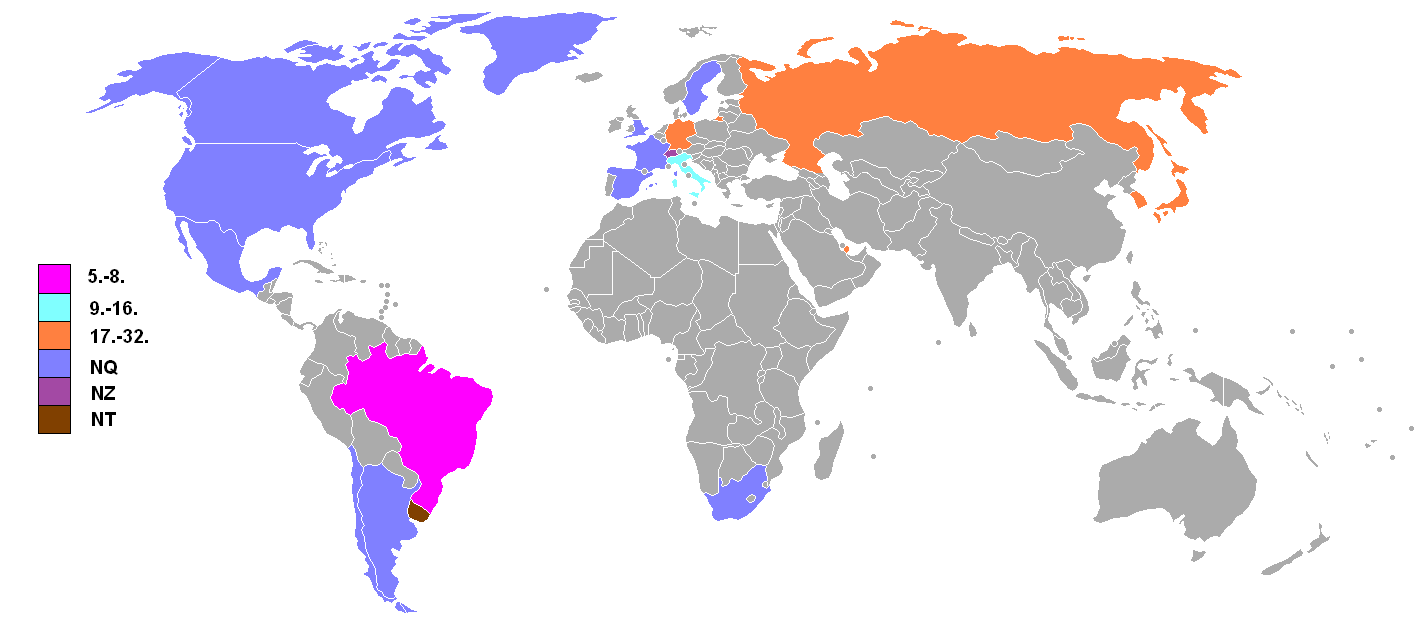
WK resultaten

Het Costa Ricaans voetbalelftal is een team van voetballers dat Costa Rica vertegenwoordigt bij internationale wedstrijden en competities, zoals de (kwalificatie)wedstrijden voor het WK, de CONCACAF Gold Cup en de Copa Centroamericana.
Het Costa Ricaans voetbalelftal behaalde in juni 2015 met de 14e plaats de hoogste positie op de FIFA-wereldranglijst, in juli 1996 werd met de 93e plaats de laagste positie bereikt.
De bijnaam van La Sele (van: La Selección) luidt Los Ticos. Dit is afgeleid van het woord Hermaniticos, de geuzennaam die Costa Ricaanse strijders elkaar gaven in de oorlog tegen William Walker (1824-1860), de Amerikaanse aanvoerder van een boevenleger dat heel Midden-Amerika wilde onderwerpen.

## Deelname aan internationale toernooien

### Wereldkampioenschap

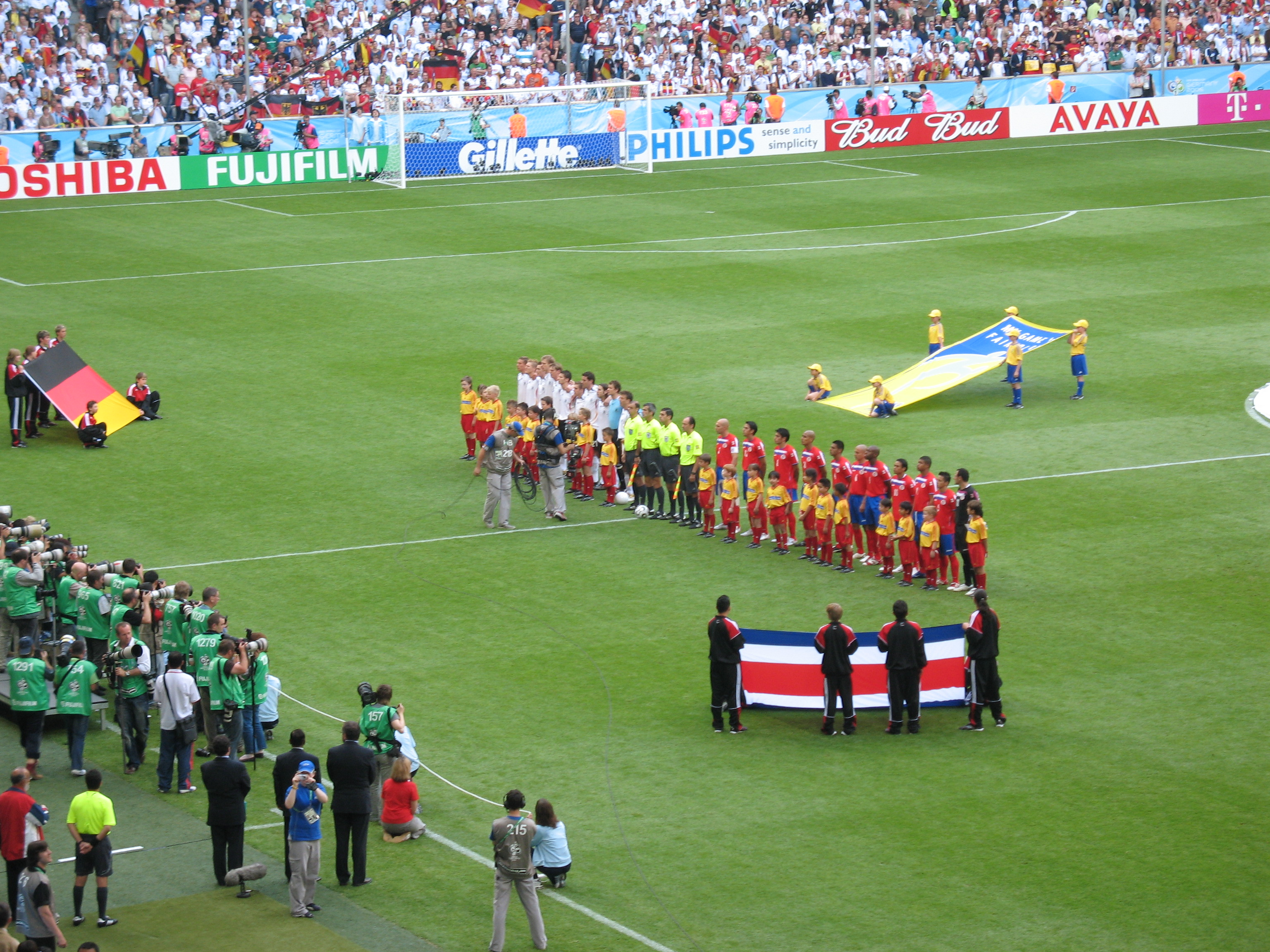
WK 2006 (tegen Duitsland)

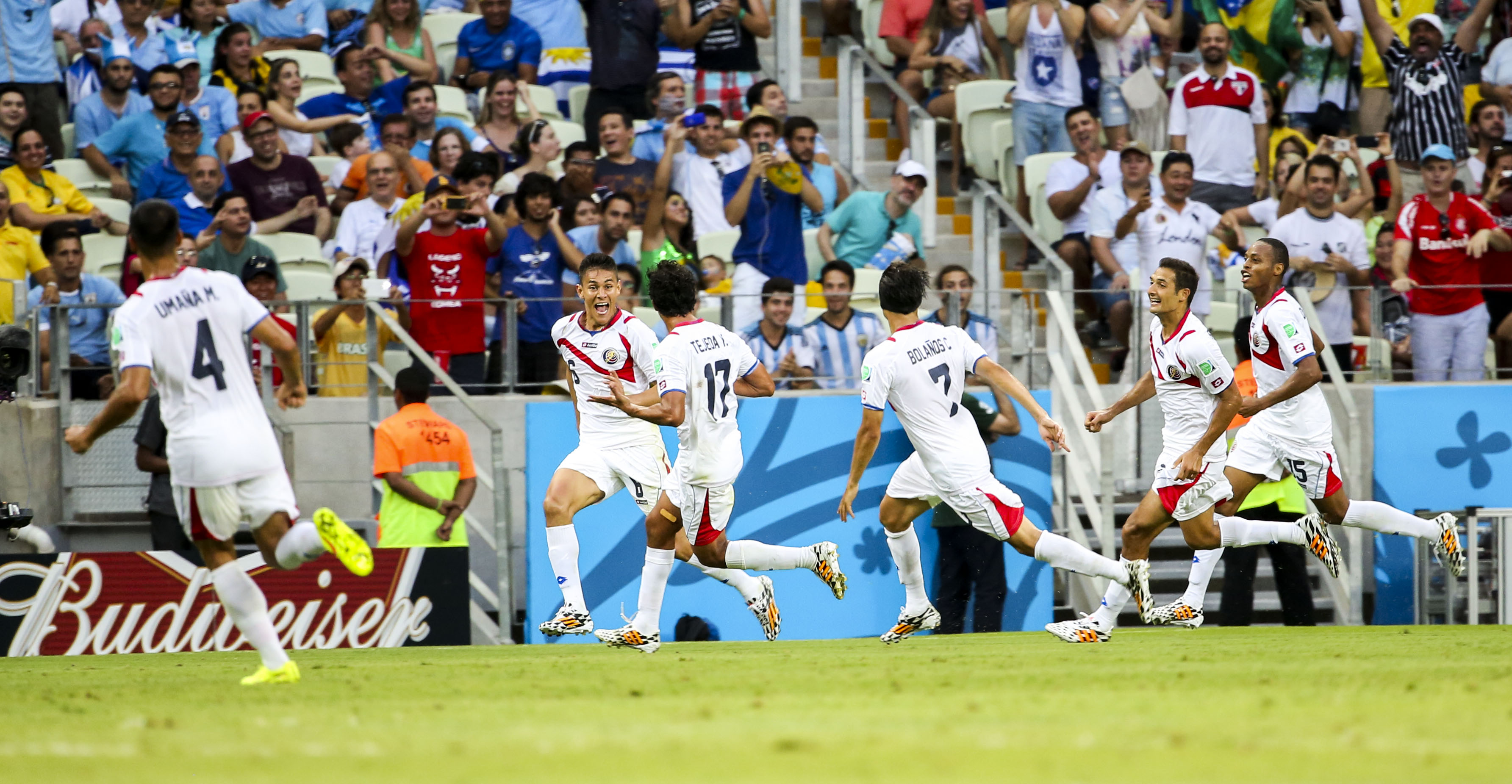
WK 2014 (tegen Uruguay)

Costa Rica nam in 1957 voor het eerst deel aan de kwalificatiewedstrijden. De eerste pouleronde, met Curaçao en Guatemala kwamen ze nog door, alle wedstrijden werden gewonnen. Uiteindelijk werden ze verslagen door Mexico. Voor de WK-eindronden van 1990, 2002, 2006, 2014, 2018 en 2022 wist het land zich wel te kwalificeren.
Bij de WK-eindronde van 1990 in Italië deed debutant Costa Rica meteen van zich spreken en dat was met name de verdienste van doelman Luis Gabelo Conejo. Hij ging naar Italië als speler van Club Sport Cartaginés, een bescheiden subtopper in de Costa Ricaanse competitie. Zijn vaderland was ingedeeld in een poule met Brazilië, Zweden en Schotland en leek op voorhand kansloos te zijn.
Dankzij reddingen van Conejo en een treffer Juan Cayasso kende Costa Rica echter een sensationeel debuut. Schotland werd in de eerste wedstrijd met 1-0 verslagen in Genua. Ook de anders zo productieve Brazilianen zagen tot hun frustratie voortdurend Conejo in de weg liggen. Pas in de 82ste minuut vond Müller een gaatje, waardoor de Seleçao uiteindelijk aan het langste eind trok.
Costa Rica, dat onder leiding stond van de Joegoslavische bondscoach Bora Milutinović, haalde bij het WK-debuut meteen de achtste finales, een prestatie die in twee daaropvolgende deelnames niet werd geëvenaard. De derde groepswedstrijd tegen Zweden werd met 2-1 gewonnen, waardoor Costa Rica in Bari mocht aantreden tegen Tsjechoslowakije. Voorafgaand aan die wedstrijd raakte Conejo geblesseerd. Met Hermidio Barrantes als zijn vervanger was Costa Rica kansloos: Los Ticos werden afgedroogd met 4-1, onder meer door drie treffers van aanvaller Tomáš Skuhravý.
Hoewel hij maar drie wedstrijden in actie kwam, werd Conejo samen met de Argentijnse penaltykiller Sergio Goycochea uitgeroepen tot doelman van het toernooi. Hij vervolgde zijn loopbaan bij de Spaanse club Albacete Balompié.
Twaalf jaar later, bij het WK 2002 in Japan en Zuid-Korea, won Costa Rica van China (2-0), speelde de ploeg gelijk tegen Turkije (1-1) en werd verloren van Brazilië (2-5). Door deze nederlaag ging Turkije verder op doelsaldo, om vervolgens door te stoten naar de halve finale. De voortijdig gestrande selectie stond destijds onder leiding van Alexandre Guimarães.
Bij de WK-eindronde van 2014 in Brazilië groeide Costa Rica uit tot een van de verrassingen van het toernooi. De ploeg onder leiding van de Colombiaanse bondscoach Jorge Luis Pinto eindigde als eerste in de groep met de oud-wereldkampioenen Uruguay, Italië en Engeland en schakelde vervolgens Griekenland uit. "We hebben onderweg van alles meegemaakt. De beroemde 'sneeuwwedstrijd' in de kwalificatie in Denver tegen de Verenigde Staten, de landen die we hebben verslagen op het WK; het is bijzonder om daaraan terug te denken", zei Pinto, bijgenaamd Explosivo, in de aanloop naar de kwartfinalewedstrijd tegen Nederland.
In de kwartfinale verloor Costa Rica uiteindelijk van Nederland, al gebeurde dat pas na strafschoppen: 4-3. Na 120 minuten was de stand gelijk (0-0) in Salvador, ondanks een groot aantal kansen voor Oranje. Zo schoot Wesley Sneijder op de paal en de lat. Bondscoach Louis van Gaal bracht doelman Tim Krul in de laatste minuut van de verlenging als vervanger in het veld voor Jasper Cillessen. Waar Nederland alle penalty's raak schoot, redde Krul op de inzetten van Bryan Ruiz en Michael Umaña.
Op 7 oktober 2017 plaatste Costa Rica zich voor de vijfde keer voor een WK-eindronde. De ploeg speelde die dag in eigen huis met 1-1 gelijk tegen Honduras. Een kopbal van Kendall Watson diep in blessuretijd betekende dat de selectie van bondscoach Óscar Ramírez zich kon opmaken voor deelname aan het WK voetbal 2018 in Rusland. Bij dat toernooi werd de ploeg uit Midden-Amerika ingedeeld in groep E, samen met Brazilië, Zwitserland en Servië.
In Rusland wist de ploeg geen potten te breken. Costa Rica begon het toernooi op zaterdag 17 juni met een 1-0 nederlaag tegen Servië, dat de winst in de Cosmos Arena in Samara veiligstelde door een rake vrije trap van de voet van Aleksandar Kolarov in de 56ste minuut. Vijf dagen later volgde een 2-0 nederlaag tegen Brazilië, een van de titelkandidaten, dat overigens pas in de blessuretijd afstand nam van de Midden-Amerikanen. De treffers kwamen op naam van Philippe Coutinho (91ste minuut) en sterspeler Neymar (95ste minuut). In de derde en afsluitende groepswedstrijd werd met 2-2 gelijkgespeeld tegen Zwitserland, waardoor uitschakeling een feit was. Kendall Waston scoorde voor Costa Rica, gevolgd door een eigen doelpunt van de Zwitserse doelman Yann Sommer in de blessuretijd.
Bondscoach Óscar Ramírez kreeg na de uitschakeling veel kritiek in zijn thuisland en werd zelfs bedreigd door fans. Hij kreeg na de voortijdige eliminatie in de groepsfase geen nieuw contract aangeboden van de voetbalbond.
| Wereldkampioenschap voetbal overzicht | Wereldkampioenschap voetbal overzicht | Wereldkampioenschap voetbal overzicht | Wereldkampioenschap voetbal overzicht | Wereldkampioenschap voetbal overzicht | Wereldkampioenschap voetbal overzicht | Wereldkampioenschap voetbal overzicht | Wereldkampioenschap voetbal overzicht | Wereldkampioenschap voetbal overzicht |
| Jaar                                  | Ronde                                 | Wed.                                  | W                                     | G                                     | V                                     | DV                                    | DT                                    | Kwal                                  |
| ------------------------------------- | ------------------------------------- | ------------------------------------- | ------------------------------------- | ------------------------------------- | ------------------------------------- | ------------------------------------- | ------------------------------------- | ------------------------------------- |
| 1958                                  | Niet gekwalificeerd                   | Niet gekwalificeerd                   | Niet gekwalificeerd                   | Niet gekwalificeerd                   | Niet gekwalificeerd                   | Niet gekwalificeerd                   | Niet gekwalificeerd                   | Niet gekwalificeerd                   |
| 1962                                  | Niet gekwalificeerd                   | Niet gekwalificeerd                   | Niet gekwalificeerd                   | Niet gekwalificeerd                   | Niet gekwalificeerd                   | Niet gekwalificeerd                   | Niet gekwalificeerd                   | Niet gekwalificeerd                   |
| 1966                                  | Niet gekwalificeerd                   | Niet gekwalificeerd                   | Niet gekwalificeerd                   | Niet gekwalificeerd                   | Niet gekwalificeerd                   | Niet gekwalificeerd                   | Niet gekwalificeerd                   | Niet gekwalificeerd                   |
| 1970                                  | Niet gekwalificeerd                   | Niet gekwalificeerd                   | Niet gekwalificeerd                   | Niet gekwalificeerd                   | Niet gekwalificeerd                   | Niet gekwalificeerd                   | Niet gekwalificeerd                   | Niet gekwalificeerd                   |
| 1974                                  | Niet gekwalificeerd                   | Niet gekwalificeerd                   | Niet gekwalificeerd                   | Niet gekwalificeerd                   | Niet gekwalificeerd                   | Niet gekwalificeerd                   | Niet gekwalificeerd                   | Niet gekwalificeerd                   |
| 1978                                  | Niet gekwalificeerd                   | Niet gekwalificeerd                   | Niet gekwalificeerd                   | Niet gekwalificeerd                   | Niet gekwalificeerd                   | Niet gekwalificeerd                   | Niet gekwalificeerd                   | Niet gekwalificeerd                   |
| 1982                                  | Niet gekwalificeerd                   | Niet gekwalificeerd                   | Niet gekwalificeerd                   | Niet gekwalificeerd                   | Niet gekwalificeerd                   | Niet gekwalificeerd                   | Niet gekwalificeerd                   | Niet gekwalificeerd                   |
| 1986                                  | Niet gekwalificeerd                   | Niet gekwalificeerd                   | Niet gekwalificeerd                   | Niet gekwalificeerd                   | Niet gekwalificeerd                   | Niet gekwalificeerd                   | Niet gekwalificeerd                   | Niet gekwalificeerd                   |
| 1990                                  | Achtste finale                        | 4                                     | 2                                     | 0                                     | 2                                     | 4                                     | 6                                     | (kwal.)                               |
| 1994                                  | Niet gekwalificeerd                   | Niet gekwalificeerd                   | Niet gekwalificeerd                   | Niet gekwalificeerd                   | Niet gekwalificeerd                   | Niet gekwalificeerd                   | Niet gekwalificeerd                   | Niet gekwalificeerd                   |
| 1998                                  | Niet gekwalificeerd                   | Niet gekwalificeerd                   | Niet gekwalificeerd                   | Niet gekwalificeerd                   | Niet gekwalificeerd                   | Niet gekwalificeerd                   | Niet gekwalificeerd                   | Niet gekwalificeerd                   |
| 2002                                  | Groepsfase                            | 3                                     | 1                                     | 1                                     | 1                                     | 5                                     | 6                                     | (kwal.)                               |
| 2006                                  | Groepsfase                            | 3                                     | 0                                     | 0                                     | 3                                     | 3                                     | 9                                     | (kwal.)                               |
| 2010                                  | Niet gekwalificeerd                   | Niet gekwalificeerd                   | Niet gekwalificeerd                   | Niet gekwalificeerd                   | Niet gekwalificeerd                   | Niet gekwalificeerd                   | Niet gekwalificeerd                   | Niet gekwalificeerd                   |
| 2014                                  | Kwartfinale                           | 5                                     | 2                                     | 3                                     | 0                                     | 5                                     | 2                                     | (kwal.)                               |
| 2018                                  | Groepsfase                            | 3                                     | 0                                     | 1                                     | 2                                     | 2                                     | 5                                     | (kwal.)                               |
| 2022                                  | Groepsfase                            | 3                                     | 1                                     | 0                                     | 2                                     | 3                                     | 11                                    | (Kwal.)                               |
| 2026                                  | gekwalificeerd                        | gekwalificeerd                        | gekwalificeerd                        | gekwalificeerd                        | gekwalificeerd                        | gekwalificeerd                        | gekwalificeerd                        | (Kwal.)                               |
| Totaal                                | 6/22                                  | 21                                    | 6                                     | 5                                     | 10                                    | 22                                    | 39                                    |                                       |

### CONCACAF Gold Cup
Costa Rica deed vanaf 1941 mee aan het CCCF-kampioenschap en won toernooi vaak. Van de negen deelnames werden er zeven gewonnen. Het toernooi ging in 1963 over op het CONCACAF-kampioenschap. Ook dat toernooi werd een aantal keer gewonnen en wel in 1963, 1969 en 1989. In 1991 ging dit toernooi op in de CONCACAF Gold Cup.
| CONCACAF-kampioenschap overzicht | CONCACAF-kampioenschap overzicht | CONCACAF-kampioenschap overzicht | CONCACAF-kampioenschap overzicht | CONCACAF-kampioenschap overzicht | CONCACAF-kampioenschap overzicht | CONCACAF-kampioenschap overzicht | CONCACAF-kampioenschap overzicht | CONCACAF-kampioenschap overzicht |
| Jaar                             | Ronde                            | Wed.                             | W                                | G                                | V                                | DV                               | DT                               | Kwal                             |
| -------------------------------- | -------------------------------- | -------------------------------- | -------------------------------- | -------------------------------- | -------------------------------- | -------------------------------- | -------------------------------- | -------------------------------- |
| 1963                             | Winnaar                          | 6                                | 5                                | 1                                | 0                                | 14                               | 2                                |                                  |
| 1965                             | Derde                            | 5                                | 2                                | 2                                | 1                                | 11                               | 4                                |                                  |
| 1967                             | Geen deelname                    | Geen deelname                    | Geen deelname                    | Geen deelname                    | Geen deelname                    | Geen deelname                    | Geen deelname                    | Geen deelname                    |
| 1969                             | Winnaar                          | 5                                | 4                                | 1                                | 0                                | 13                               | 2                                |                                  |
| 1971                             | Derde                            | 5                                | 2                                | 1                                | 2                                | 6                                | 5                                |                                  |
| 1973                             | Niet gekwalificeerd              | Niet gekwalificeerd              | Niet gekwalificeerd              | Niet gekwalificeerd              | Niet gekwalificeerd              | Niet gekwalificeerd              | Niet gekwalificeerd              | Niet gekwalificeerd              |
| 1977                             | Niet gekwalificeerd              | Niet gekwalificeerd              | Niet gekwalificeerd              | Niet gekwalificeerd              | Niet gekwalificeerd              | Niet gekwalificeerd              | Niet gekwalificeerd              | Niet gekwalificeerd              |
| 1981                             | Niet gekwalificeerd              | Niet gekwalificeerd              | Niet gekwalificeerd              | Niet gekwalificeerd              | Niet gekwalificeerd              | Niet gekwalificeerd              | Niet gekwalificeerd              | Niet gekwalificeerd              |
| 1985                             | Derde                            | 4                                | 0                                | 3                                | 1                                | 4                                | 6                                |                                  |
| 1989                             | Winnaar                          | 8                                | 5                                | 1                                | 2                                | 10                               | 6                                |                                  |
| CONCACAF Gold Cup overzicht      |                                  |                                  |                                  |                                  |                                  |                                  |                                  |                                  |
| Jaar                             | Ronde                            | Wed.                             | W                                | G                                | V                                | DV                               | DT                               | Kwal                             |
| 1991                             | Vierde                           | 5                                | 1                                | 0                                | 4                                | 5                                | 9                                |                                  |
| 1993                             | Derde                            | 5                                | 1                                | 3                                | 1                                | 6                                | 5                                | (Kwal.)                          |
| 1996                             | Niet gekwalificeerd              | Niet gekwalificeerd              | Niet gekwalificeerd              | Niet gekwalificeerd              | Niet gekwalificeerd              | Niet gekwalificeerd              | Niet gekwalificeerd              | Niet gekwalificeerd              |
| 1998                             | Groepsfase                       | 2                                | 1                                | 0                                | 1                                | 8                                | 4                                | (Kwal.)                          |
| 2000                             | Kwartfinale                      | 3                                | 0                                | 2                                | 1                                | 5                                | 6                                | (Kwal.)                          |
| 2002                             | Tweede                           | 5                                | 2                                | 0                                | 3                                | 9                                | 7                                | (Kwal.)                          |
| 2003                             | Vierde                           | 5                                | 2                                | 0                                | 3                                | 9                                | 7                                | (Kwal.)                          |
| 2005                             | Kwartfinale                      | 4                                | 2                                | 1                                | 1                                | 6                                | 4                                | (Kwal.)                          |
| 2007                             | Kwartfinale                      | 4                                | 1                                | 1                                | 2                                | 3                                | 4                                | (Kwal.)                          |
| 2009                             | Halve finale                     | 5                                | 2                                | 2                                | 1                                | 10                               | 6                                | (Kwal.)                          |
| 2011                             | Kwartfinale                      | 4                                | 1                                | 2                                | 1                                | 8                                | 6                                | (Kwal.)                          |
| 2013                             | Kwartfinale                      | 4                                | 2                                | 0                                | 2                                | 4                                | 2                                | (Kwal.)                          |
| 2015                             | Kwartfinale                      | 4                                | 0                                | 3                                | 1                                | 3                                | 4                                | (Kwal.)                          |
| 2017                             | Halve finale                     | 5                                | 3                                | 1                                | 1                                | 6                                | 3                                | (Kwal.)                          |
| 2019                             | Kwartfinale                      | 4                                | 2                                | 1                                | 1                                | 8                                | 4                                | (Kwal.)                          |
| 2021                             | Kwartfinale                      | 4                                | 3                                | 0                                | 1                                | 6                                | 4                                | (kwal.)                          |
| 2023                             | Kwartfinale                      | 4                                | 1                                | 1                                | 2                                | 7                                | 8                                | (Kwal.)                          |
| 2025                             | Kwartfinale                      | 4                                | 2                                | 2                                | 1                                | 8                                | 6                                | (Kwal.)                          |

### CONCACAF Nations League
| CONCACAF Nations League | CONCACAF Nations League | CONCACAF Nations League | CONCACAF Nations League | CONCACAF Nations League | CONCACAF Nations League | CONCACAF Nations League | CONCACAF Nations League | CONCACAF Nations League | CONCACAF Nations League | CONCACAF Nations League | CONCACAF Nations League | CONCACAF Nations League | CONCACAF Nations League | CONCACAF Nations League | CONCACAF Nations League | CONCACAF Nations League | CONCACAF Nations League |
| Groepsfase              | Groepsfase              | Groepsfase              | Groepsfase              | Groepsfase              | Groepsfase              | Groepsfase              | Groepsfase              | Groepsfase              |                         | Finaleronde             | Finaleronde             | Finaleronde             | Finaleronde             | Finaleronde             | Finaleronde             | Finaleronde             | Finaleronde             |
| Jaar                    | Div.                    | Wed.                    | W                       | G                       | V                       | DV                      | DT                      | Res.                    | Jaar                    | Wed.                    | W                       | G                       | V                       | DV                      | DT                      | Res.                    |                         |
| ----------------------- | ----------------------- | ----------------------- | ----------------------- | ----------------------- | ----------------------- | ----------------------- | ----------------------- | ----------------------- | ----------------------- | ----------------------- | ----------------------- | ----------------------- | ----------------------- | ----------------------- | ----------------------- | ----------------------- | ----------------------- |
| 2019–20                 | A                       | 4                       | 1                       | 3                       | 0                       | 4                       | 3                       | A                       | 2021                    | 2                       | 0                       | 2                       | 0                       | 2                       | 0                       | 4e                      |                         |
| 2022–23                 | A                       | 4                       | 2                       | 0                       | 2                       | 4                       | 4                       | A                       | 2023                    | Niet gekwalificeerd     | Niet gekwalificeerd     | Niet gekwalificeerd     | Niet gekwalificeerd     | Niet gekwalificeerd     | Niet gekwalificeerd     | Niet gekwalificeerd     |                         |
| 2023–24                 | A                       | bye                     | bye                     | bye                     | bye                     | bye                     | bye                     | A                       | 2024                    | 2                       | 0                       | 0                       | 2                       | 1                       | 6                       | ¼                       |                         |
| 2024–25                 | A                       | 4                       | 2                       | 2                       | 0                       | 7                       | 1                       | A                       | 2025                    | 2                       | 0                       | 1                       | 1                       | 2                       | 3                       | ¼                       |                         |

### Copa Centroamericana
Een toernooi voor voetballanden uit Centraal-Amerika. Dit toernooi geldt tevens als kwalificatietoernooi voor de Gold Cup.
| UNCAF Nations Cup overzicht    | UNCAF Nations Cup overzicht | UNCAF Nations Cup overzicht | UNCAF Nations Cup overzicht | UNCAF Nations Cup overzicht | UNCAF Nations Cup overzicht | UNCAF Nations Cup overzicht | UNCAF Nations Cup overzicht | UNCAF Nations Cup overzicht |
| Jaar                           | Ronde                       | Wed.                        | W                           | G                           | V                           | DV                          | DT                          |                             |
| ------------------------------ | --------------------------- | --------------------------- | --------------------------- | --------------------------- | --------------------------- | --------------------------- | --------------------------- | --------------------------- |
| 1991                           | Winnaar                     | 3                           | 3                           | 0                           | 0                           | 10                          | 1                           |                             |
| 1993                           | Tweede                      | 3                           | 2                           | 0                           | 1                           | 3                           | 2                           |                             |
| 1995                           | Vierde                      | 4                           | 1                           | 1                           | 2                           | 5                           | 6                           |                             |
| 1997                           | Winnaar                     | 5                           | 3                           | 2                           | 0                           | 12                          | 3                           |                             |
| 1999                           | Winnaar                     | 5                           | 3                           | 0                           | 2                           | 13                          | 3                           |                             |
| 2001                           | Tweede                      | 5                           | 2                           | 2                           | 1                           | 8                           | 5                           |                             |
| 2003                           | Winnaar                     | 5                           | 4                           | 1                           | 0                           | 5                           | 1                           |                             |
| 2005                           | Winnaar                     | 4                           | 3                           | 1                           | 0                           | 8                           | 2                           |                             |
| 2007                           | Winnaar                     | 4                           | 2                           | 1                           | 1                           | 5                           | 2                           |                             |
| 2009                           | Tweede                      | 4                           | 3                           | 1                           | 0                           | 9                           | 1                           |                             |
| Copa Centroamericana overzicht |                             |                             |                             |                             |                             |                             |                             |                             |
| Jaar                           | Ronde                       | Wed.                        | W                           | G                           | V                           | DV                          | DT                          |                             |
| 2011                           | Tweede                      | 4                           | 1                           | 2                           | 1                           | 6                           | 5                           |                             |
| 2013                           | Winnaar                     | 5                           | 4                           | 1                           | 0                           | 6                           | 1                           |                             |
| 2014                           | Winnaar                     | 3                           | 2                           | 1                           | 0                           | 7                           | 3                           |                             |
| 2017                           | Vierde                      | 5                           | 1                           | 3                           | 1                           | 4                           | 2                           |                             |

### CCCF-kampioenschap
| CCCF-kampioenschap overzicht | CCCF-kampioenschap overzicht | CCCF-kampioenschap overzicht | CCCF-kampioenschap overzicht | CCCF-kampioenschap overzicht | CCCF-kampioenschap overzicht | CCCF-kampioenschap overzicht | CCCF-kampioenschap overzicht | CCCF-kampioenschap overzicht |
| Jaar                         | Ronde                        | Wed.                         | W                            | G                            | V                            | DV                           | DT                           |                              |
| ---------------------------- | ---------------------------- | ---------------------------- | ---------------------------- | ---------------------------- | ---------------------------- | ---------------------------- | ---------------------------- | ---------------------------- |
| 1941                         | Winnaar                      | 4                            | 4                            | 0                            | 0                            | 23                           | 5                            |                              |
| 1943                         | Derde                        | 6                            | 3                            | 0                            | 3                            | 20                           | 15                           |                              |
| 1946                         | Winnaar                      | 5                            | 4                            | 0                            | 1                            | 24                           | 6                            |                              |
| 1948                         | Winnaar                      | 8                            | 5                            | 1                            | 2                            | 25                           | 11                           |                              |
| 1951                         | Tweede                       | 4                            | 2                            | 1                            | 1                            | 13                           | 5                            |                              |
| 1953                         | Winnaar                      | 6                            | 6                            | 0                            | 0                            | 19                           | 2                            |                              |
| 1955                         | Winnaar                      | 6                            | 6                            | 0                            | 0                            | 19                           | 4                            |                              |
| 1957                         | Geen deelname                | Geen deelname                | Geen deelname                | Geen deelname                | Geen deelname                | Geen deelname                | Geen deelname                |                              |
| 1960                         | Winnaar                      | 5                            | 3                            | 2                            | 0                            | 14                           | 4                            |                              |
| 1961                         | Winnaar                      | 7                            | 7                            | 0                            | 0                            | 32                           | 4                            |                              |

### Copa América

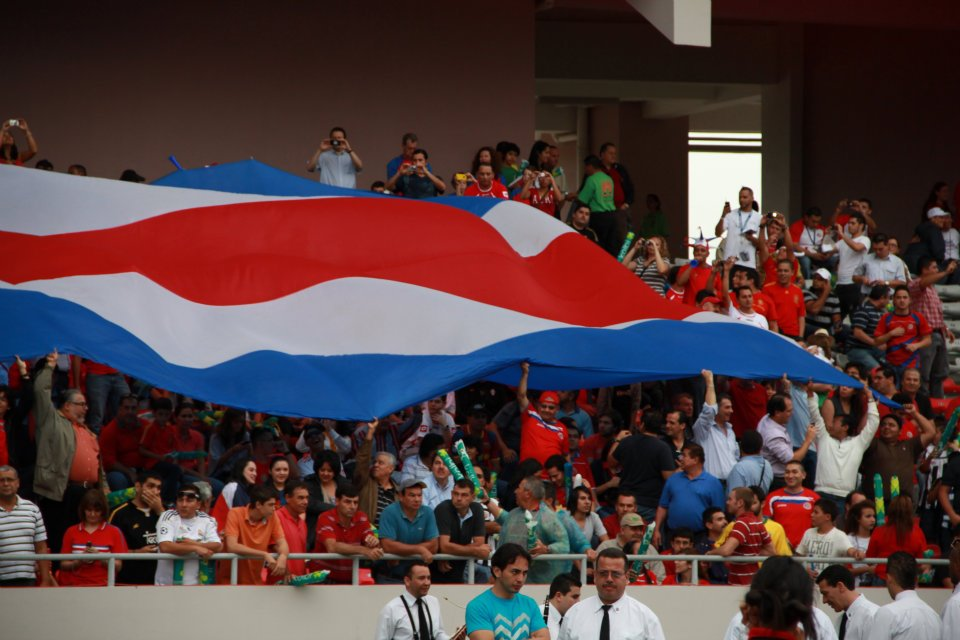
Fans

De Copa América is eigenlijk een Zuid-Amerikaans voetbaltoernooi maar er worden regelmatig ook landen van buiten dat werelddeel uitgenodigd. Costa Rica werd tot dusver zes keer uitgenodigd en bereikte twee keer de kwartfinale.
| Zuid-Amerikaans kampioenschap overzicht | Zuid-Amerikaans kampioenschap overzicht | Zuid-Amerikaans kampioenschap overzicht | Zuid-Amerikaans kampioenschap overzicht | Zuid-Amerikaans kampioenschap overzicht | Zuid-Amerikaans kampioenschap overzicht | Zuid-Amerikaans kampioenschap overzicht | Zuid-Amerikaans kampioenschap overzicht | Zuid-Amerikaans kampioenschap overzicht |
| Jaar                                    | Ronde                                   | Wed.                                    | W                                       | G                                       | V                                       | DV                                      | DT                                      |                                         |
| --------------------------------------- | --------------------------------------- | --------------------------------------- | --------------------------------------- | --------------------------------------- | --------------------------------------- | --------------------------------------- | --------------------------------------- | --------------------------------------- |
| 1997                                    | Groepsfase                              | 3                                       | 0                                       | 1                                       | 2                                       | 2                                       | 10                                      |                                         |
| 2001                                    | Kwartfinale                             | 4                                       | 2                                       | 1                                       | 1                                       | 7                                       | 3                                       |                                         |
| 2004                                    | Kwartfinale                             | 4                                       | 1                                       | 0                                       | 3                                       | 3                                       | 8                                       |                                         |
| 2011                                    | Groepsfase                              | 3                                       | 1                                       | 0                                       | 2                                       | 2                                       | 4                                       |                                         |
| 2016                                    | Groepsfase                              | 3                                       | 1                                       | 1                                       | 1                                       | 3                                       | 6                                       |                                         |
| 2024                                    | Groepsfase                              | 3                                       | 1                                       | 1                                       | 1                                       | 2                                       | 4                                       |                                         |

## Huidige selectie
De volgende spelers werden opgenomen in de selectie voor het WK 2022.
Interlands en doelpunten bijgewerkt tot en met de wedstrijd tegen  Oezbekistan op 27 september 2022.
| №           | Naam              | Wed. | Dlpnt. | Club                 |
| ----------- | ----------------- | ---- | ------ | -------------------- |
| Doel        |                   |      |        |                      |
|             | Keylor Navas      | 107  | 0      | CA Newell's Old Boys |
|             | Esteban Alvarado  | 24   | 0      | Herediano            |
|             | Patrick Sequeira  | 2    | 0      | Lugo                 |
| Verdediging |                   |      |        |                      |
|             | Francisco Calvo   | 75   | 8      | Konyaspor            |
|             | Bryan Oviedo      | 75   | 2      | Real Salt Lake       |
|             | Óscar Duarte      | 70   | 3      | Al-Wahda             |
|             | Kendall Waston    | 62   | 8      | Deportivo Saprissa   |
|             | Rónald Matarrita  | 52   | 3      | FC Cincinnati        |
|             | Keysher Fuller    | 30   | 2      | Herediano            |
|             | Juan Pablo Vargas | 12   | 1      | Millonarios          |
|             | Carlos Martínez   | 6    | 0      | San Carlos           |
| Middenveld  |                   |      |        |                      |
|             | Celso Borges      | 154  | 27     | Alajuelense          |
|             | Bryan Ruiz        | 145  | 29     | Alajuelense          |
|             | Yeltsin Tejeda    | 73   | 0      | Herediano            |
|             | Gerson Torres     | 13   | 1      | Herediano            |
|             | Jewison Bennette  | 7    | 2      | Sunderland           |
|             | Daniel Chacón     | 7    | 0      | Colorado Rapids      |
|             | Brandon Aguilera  | 3    | 0      | Nottingham Forest    |
|             | Youstin Salas     | 3    | 0      | Deportivo Saprissa   |
|             | Anthony Hernández | 2    | 1      | Puntarenas           |
|             | Douglas López     | 2    | 0      | Herediano            |
|             | Roan Wilson       | 2    | 0      | Municipal Grecia     |
|             | Álvaro Zamora     | 2    | 0      | Deportivo Saprissa   |
| Aanval      |                   |      |        |                      |
|             | Joel Campbell     | 118  | 25     | Club León            |
|             | Johan Venegas     | 81   | 11     | Alajuelense          |
|             | Anthony Contreras | 9    | 2      | Herediano            |

## Statistieken
- Bijgewerkt tot en met het WK-kwalificatieduel tegen  Honduras (1–1) op 28 maart 2017.

### Van jaar tot jaar
| Jaar | Wedstrijden | Wedstrijden | Wedstrijden | Wedstrijden | Doelpunten | Doelpunten | Doelpunten | Punten |
| Jaar | Duels       | Winst       | Gelijk      | Verlies     | Voor       | Tegen      | Saldo      | Punten |
| ---- | ----------- | ----------- | ----------- | ----------- | ---------- | ---------- | ---------- | ------ |
| 2010 | 10          | 2           | 2           | 6           | 8          | 16         | –8         | 0.600  |
| 2011 | 23          | 5           | 9           | 9           | 25         | 31         | –6         | 0.826  |
| 2012 | 13          | 5           | 4           | 4           | 20         | 11         | +9         | 1.076  |
| 2013 | 22          | 13          | 4           | 5           | 28         | 11         | +17        | 1.363  |
| 2014 | 16          | 7           | 6           | 3           | 23         | 19         | +4         | 1.250  |
| 2015 | 16          | 5           | 5           | 6           | 13         | 14         | –1         | 0.937  |
| 2016 | 12          | 8           | 2           | 2           | 23         | 13         | +10        | 1.500  |
| 2017 | 7           | 1           | 4           | 2           | 5          | 5          | 0          | 0.857  |

### Tegenstanders
| Tegenstander            | Wed. | W  | G  | V  | DV  | DT | DS  |
| ----------------------- | ---- | -- | -- | -- | --- | -- | --- |
| Argentinië              | 7    | 0  | 2  | 5  | 5   | 14 | –9  |
| Australië               | 1    | 0  | 0  | 1  | 0   | 1  | –1  |
| Barbados                | 2    | 1  | 0  | 1  | 4   | 2  | +2  |
| België                  | 1    | 0  | 0  | 1  | 0   | 1  | –1  |
| Belize                  | 6    | 6  | 0  | 0  | 18  | 1  | +17 |
| Bolivia                 | 3    | 2  | 1  | 0  | 7   | 1  | +6  |
| Brazilië                | 10   | 1  | 0  | 9  | 9   | 32 | –23 |
| Canada                  | 20   | 8  | 8  | 4  | 20  | 14 | +6  |
| Chili                   | 10   | 5  | 2  | 3  | 10  | 12 | –2  |
| China                   | 5    | 2  | 2  | 1  | 8   | 6  | +2  |
| Colombia                | 12   | 3  | 0  | 9  | 15  | 27 | –12 |
| Cuba                    | 17   | 13 | 3  | 1  | 54  | 11 | +43 |
| Curaçao                 | 21   | 14 | 3  | 4  | 46  | 21 | +25 |
| Dominicaanse Republiek  | 1    | 1  | 0  | 0  | 4   | 0  | +4  |
| Ecuador                 | 11   | 1  | 5  | 5  | 9   | 19 | –10 |
| El Salvador             | 64   | 39 | 13 | 12 | 146 | 56 | +90 |
| Engeland                | 1    | 0  | 1  | 0  | 0   | 0  | 0   |
| Finland                 | 1    | 1  | 0  | 0  | 2   | 1  | +1  |
| Frankrijk               | 2    | 0  | 0  | 2  | 3   | 5  | –2  |
| Duitsland               | 1    | 0  | 0  | 1  | 2   | 4  | –2  |
| Griekenland             | 1    | 0  | 1  | 0  | 1   | 1  | 0   |
| Grenada                 | 2    | 1  | 1  | 0  | 5   | 2  | +3  |
| Guadeloupe              | 2    | 2  | 0  | 0  | 6   | 1  | +5  |
| Guatemala               | 60   | 29 | 15 | 16 | 126 | 75 | +51 |
| Guyana                  | 2    | 2  | 0  | 0  | 11  | 0  | +11 |
| Haïti                   | 12   | 8  | 4  | 0  | 28  | 8  | +20 |
| Honduras                | 59   | 20 | 21 | 18 | 99  | 74 | +25 |
| Iran                    | 2    | 0  | 1  | 1  | 2   | 3  | –1  |
| Ierland                 | 1    | 0  | 1  | 0  | 1   | 1  | 0   |
| Italië                  | 2    | 1  | 0  | 1  | 1   | 1  | 0   |
| Jamaica                 | 27   | 12 | 11 | 4  | 52  | 18 | +34 |
| Japan                   | 3    | 0  | 1  | 2  | 2   | 7  | –5  |
| Kameroen                | 1    | 1  | 0  | 0  | 5   | 0  | +5  |
| Martinique              | 2    | 2  | 0  | 0  | 5   | 1  | +4  |
| Mexico                  | 50   | 6  | 16 | 28 | 30  | 79 | –49 |
| Nederland               | 1    | 0  | 1  | 0  | 0   | 0  | 0   |
| Nieuw-Zeeland           | 1    | 1  | 0  | 0  | 4   | 0  | +4  |
| Nicaragua               | 16   | 15 | 1  | 0  | 64  | 9  | +55 |
| Noorwegen               | 2    | 0  | 1  | 1  | 0   | 1  | –1  |
| Oekraïne                | 1    | 0  | 0  | 1  | 0   | 4  | –4  |
| Oman                    | 1    | 1  | 0  | 0  | 4   | 3  | +1  |
| Oostenrijk              | 2    | 0  | 1  | 1  | 2   | 4  | –2  |
| Panama                  | 44   | 24 | 12 | 8  | 104 | 38 | +66 |
| Paraguay                | 9    | 3  | 3  | 3  | 5   | 6  | –1  |
| Peru                    | 6    | 1  | 1  | 4  | 6   | 12 | –6  |
| Polen                   | 3    | 0  | 0  | 3  | 3   | 8  | –5  |
| Puerto Rico             | 1    | 1  | 0  | 0  | 12  | 0  | +12 |
| Rusland                 | 2    | 1  | 0  | 1  | 5   | 5  | 0   |
| Saoedi-Arabië           | 4    | 3  | 0  | 1  | 8   | 5  | +3  |
| Schotland               | 1    | 1  | 0  | 0  | 1   | 0  | +1  |
| Slowakije               | 3    | 1  | 1  | 1  | 6   | 5  | +1  |
| Spanje                  | 2    | 0  | 1  | 1  | 3   | 4  | –1  |
| St Vincent & Grenadines | 3    | 3  | 0  | 0  | 13  | 1  | +12 |
| Suriname                | 5    | 5  | 0  | 0  | 18  | 3  | +15 |
| Tsjechië                | 2    | 0  | 0  | 2  | 1   | 5  | –4  |
| Trinidad en Tobago      | 25   | 18 | 4  | 3  | 53  | 15 | +38 |
| Turkije                 | 1    | 0  | 1  | 0  | 1   | 1  | 0   |
| Uruguay                 | 11   | 2  | 3  | 6  | 15  | 19 | –4  |
| Verenigde Staten        | 35   | 15 | 6  | 14 | 43  | 38 | +5  |
| Venezuela               | 12   | 6  | 3  | 3  | 23  | 18 | +5  |
| Wales                   | 2    | 1  | 0  | 1  | 1   | 1  | 0   |
| Zuid-Afrika             | 2    | 0  | 0  | 2  | 1   | 3  | –2  |
| Zuid-Korea              | 8    | 3  | 2  | 3  | 10  | 9  | +1  |
| Zweden                  | 2    | 1  | 0  | 1  | 2   | 2  | 0   |
| Zwitserland             | 2    | 1  | 0  | 1  | 1   | 2  | –1  |

## FIFA-wereldranglijst[3]
| 1993 | 1994 | 1995 | 1996 | 1997 | 1998 | 1999 | 2000 | 2001 | 2002 | 2003 | 2004 | 2005 | 2006 | 2007 | 2008 | 2009 | 2010 | 2011 | 2012 | 2013 | 2014 | 2015 | 2016 | 2017 | 2018 |
| ---- | ---- | ---- | ---- | ---- | ---- | ---- | ---- | ---- | ---- | ---- | ---- | ---- | ---- | ---- | ---- | ---- | ---- | ---- | ---- | ---- | ---- | ---- | ---- | ---- | ---- |
| 42   | 65   | 78   | 72   | 51   | 67   | 64   | 60   | 30   | 21   | 17   | 27   | 21   | 68   | 70   | 53   | 44   | 69   | 65   | 66   | 31   | 16   | 37   | 17   | 26   | 36   |

## Selecties

### Wereldkampioenschap
| Doel        |                     |  |  |                      |
| 1           | Luis Gabelo Conejo  |  |  | CS Cartaginés        |
| 21          | Hermidio Barrantes  |  |  | Municipal Puntarenas |
| 22          | Miguel Segura       |  |  | Deportivo Saprissa   |
| Verdediging |                     |  |  |                      |
| 3           | Roger Flóres        |  |  | Deportivo Saprissa   |
| 4           | Rónald González     |  |  | Deportivo Saprissa   |
| 5           | Marvin Obando       |  |  | CS Herediano         |
| 11          | Cláudio Jara        |  |  | CS Herediano         |
| 15          | Ronald Marin        |  |  | CS Herediano         |
| 16          | José Jaikel         |  |  | Deportivo Saprissa   |
| 18          | Geovanny Jara       |  |  | CS Herediano         |
| 19          | Hector Marchena     |  |  | CS Cartaginés        |
| 20          | Mauricio Montero    |  |  | LD Alajuelense       |
| Middenveld  |                     |  |  |                      |
| 2           | Vladimir Quesada    |  |  | Deportivo Saprissa   |
| 6           | José Cháves         |  |  | LD Alajuelense       |
| 8           | German Chavarria    |  |  | CS Herediano         |
| 9           | Alexandre Guimarães |  |  | CS Cartaginés        |
| 10          | Óscar Ramírez       |  |  | LD Alajuelense       |
| 12          | Roger Gómez         |  |  | CS Cartaginés        |
| Aanval      |                     |  |  |                      |
| 7           | Hernán Medford      |  |  | Deportivo Saprissa   |
| 13          | Miguel Davis        |  |  | LD Alajuelense       |
| 14          | Juan Cayasso        |  |  | Deportivo Saprissa   |
| 17          | Roy Myers           |  |  | Limón FC             |

| Doel        |                    |  |  |                    |
| 1           | Erick Lonnis       |  |  | Deportivo Saprissa |
| 18          | Alvaro Mésen       |  |  | LD Alajuelense     |
| 23          | Lester Morgan      |  |  | CS Herediano       |
| Verdediging |                    |  |  |                    |
| 2           | Jervis Drummond    |  |  | Deportivo Saprissa |
| 3           | Luis Antonio Marín |  |  | LD Alajuelense     |
| 4           | Mauricio Wright    |  |  | CS Herediano       |
| 5           | Gilberto Martínez  |  |  | Deportivo Saprissa |
| 14          | Ronald Rodriguez   |  |  | AD San Carlos      |
| 15          | Harold Wallace     |  |  | LD Alajuelense     |
| 21          | Pablo Chinchilla   |  |  | LD Alajuelense     |
| 22          | Carlos Castro      |  |  | LD Alajuelense     |
| Middenveld  |                    |  |  |                    |
| 6           | Wilmer López       |  |  | LD Alajuelense     |
| 8           | Mauricio Solís     |  |  | LD Alajuelense     |
| 10          | Walter Centeno     |  |  | Deportivo Saprissa |
| 13          | Daniel Vallejos    |  |  | CS Herediano       |
| 16          | Steven Bryce       |  |  | LD Alajuelense     |
| 19          | Rodrigo Cordero    |  |  | CS Herediano       |
| Aanval      |                    |  |  |                    |
| 7           | Rolando Fonseca    |  |  | LD Alajuelense     |
| 9           | Paulo Wanchope     |  |  | Manchester City    |
| 11          | Rónald Gómez       |  |  | OFI Kreta          |
| 12          | Winston Parks      |  |  | Udinese Calcio     |
| 17          | Hernán Medford     |  |  | Deportivo Saprissa |
| 20          | William Sunsing    |  |  | CS Herediano       |

| Doel        |                    |  |  |                    |
| 1           | Alvaro Mésen       |  |  | CS Herediano       |
| 18          | José Porras        |  |  | Deportivo Saprissa |
| 23          | Wardy Alfaro       |  |  | LD Alajuelense     |
| Verdediging |                    |  |  |                    |
| 2           | Jervis Drummond    |  |  | Deportivo Saprissa |
| 3           | Luis Antonio Marín |  |  | LD Alajuelense     |
| 4           | Michael Umaña      |  |  | Brujas de Escazú   |
| 5           | Gilberto Martínez  |  |  | Brescia            |
| 12          | Leonardo González  |  |  | CS Herediano       |
| 15          | Harold Wallace     |  |  | LD Alajuelense     |
| 17          | Gabriel Badilla    |  |  | Deportivo Saprissa |
| 22          | Michael Rodríguez  |  |  | LD Alajuelense     |
| Middenveld  |                    |  |  |                    |
| 6           | Danny Fonseca      |  |  | CS Cartaginés      |
| 7           | Christian Bolaños  |  |  | Deportivo Saprissa |
| 8           | Mauricio Solís     |  |  | CSD Comunicaciones |
| 10          | Walter Centeno     |  |  | Deportivo Saprissa |
| 14          | Randall Azofeifa   |  |  | Deportivo Saprissa |
| 16          | Carlos Hernández   |  |  | LD Alajuelense     |
| 20          | Douglas Sequeira   |  |  | Real Salt Lake     |
| Aanval      |                    |  |  |                    |
| 9           | Paulo Wanchope     |  |  | CS Herediano       |
| 11          | Rónald Gómez       |  |  | Deportivo Saprissa |
| 13          | Kurt Bernard       |  |  | Puntarenas FC      |
| 19          | Álvaro Saborio     |  |  | Deportivo Saprissa |
| 21          | Víctor Núñez       |  |  | CS Cartaginés      |

| Doel        |                    |  |  |                    |
| 1           | Keylor Navas       |  |  | Levante UD         |
| 18          | Patrick Pemberton  |  |  | LD Alajuelense     |
| 23          | Daniel Cambronero  |  |  | CS Herediano       |
| Verdediging |                    |  |  |                    |
| 2           | Johnny Acosta      |  |  | LD Alajuelense     |
| 3           | Giancarlo González |  |  | Columbus Crew      |
| 4           | Michael Umaña      |  |  | Persepolis         |
| 6           | Óscar Duarte       |  |  | Club Brugge        |
| 8           | David Myrie        |  |  | CS Herediano       |
| 12          | Waylon Francis     |  |  | Columbus Crew      |
| 15          | Júnior Díaz        |  |  | 1. FSV Mainz 05    |
| 16          | Cristian Gamboa    |  |  | Rosenborg BK       |
| 19          | Roy Miller         |  |  | New York Red Bulls |
| Middenveld  |                    |  |  |                    |
| 5           | Celso Borges       |  |  | AIK Solna          |
| 7           | Christian Bolaños  |  |  | CS Cartaginés      |
| 11          | Michael Barrantes  |  |  | Aalesunds FK       |
| 13          | Esteban Granados   |  |  | CS Herediano       |
| 17          | Yeltsin Tejeda     |  |  | Deportivo Saprissa |
| 20          | Diego Calvo        |  |  | Vålerenga IF       |
| 22          | José Cubero        |  |  | CS Herediano       |
| Aanval      |                    |  |  |                    |
| 9           | Joel Campbell      |  |  | Arsenal            |
| 10          | Bryan Ruiz         |  |  | Fulham             |
| 14          | Randall Brenes     |  |  | CS Cartaginés      |
| 21          | Marco Ureña        |  |  | Kuban Krasnodar    |

| Doel        |                    |     |    |                     |
| 1           | Keylor Navas       | 81  | 0  | Real Madrid         |
| 18          | Patrick Pemberton  | 39  | 0  | LD Alajuelense      |
| 23          | Leonel Moreira     | 9   | 0  | CS Herediano        |
| Verdediging |                    |     |    |                     |
| 2           | Johnny Acosta      | 69  | 2  | Rionegro Águilas    |
| 3           | Giancarlo González | 70  | 2  | Bologna             |
| 4           | Ian Smith          | 4   | 0  | IFK Norrköping      |
| 6           | Óscar Duarte       | 39  | 2  | Espanyol            |
| 8           | Bryan Oviedo       | 44  | 1  | Sunderland          |
| 15          | Francisco Calvo    | 38  | 4  | Minnesota United    |
| 16          | Cristian Gamboa    | 68  | 3  | Celtic              |
| 19          | Kendall Waston     | 26  | 3  | Vancouver Whitecaps |
| 22          | Rónald Matarrita   | 23  | 2  | New York City       |
| Middenveld  |                    |     |    |                     |
| 5           | Celso Borges       | 111 | 21 | Deportivo La Coruña |
| 7           | Christian Bolaños  | 81  | 6  | Deportivo Saprissa  |
| 9           | Daniel Colindres   | 12  | 0  | Deportivo Saprissa  |
| 13          | Rodney Wallace     | 30  | 4  | New York City       |
| 14          | Randall Azofeifa   | 58  | 3  | CS Herediano        |
| 17          | Yeltsin Tejeda     | 51  | 0  | Lausanne-Sport      |
| 20          | David Guzmán       | 43  | 0  | Portland Timbers    |
| Aanval      |                    |     |    |                     |
| 10          | Bryan Ruiz         | 110 | 24 | Sporting Lissabon   |
| 11          | Johan Venegas      | 47  | 10 | Deportivo Saprissa  |
| 12          | Joel Campbell      | 77  | 15 | Real Betis          |
| 21          | Marco Ureña        | 64  | 15 | Los Angeles         |

### CONCACAF Gold Cup
| Doel        |                     |  |  |                      |
| 1           | Erick Lonnis        |  |  | Deportivo Saprissa   |
| 20          | Fernando Patterson  |  |  | Municipal Turrialba  |
| Verdediging |                     |  |  |                      |
| 2           | Reynaldo Parks      |  |  | CS Herediano         |
| 3           | Luis Antonio Marín  |  |  | LD Alajuelense       |
| 4           | Erick Mata          |  |  | Municipal Turrialba  |
| 5           | Adolfo Rojas        |  |  | Municipal Puntarenas |
| 6           | Javier Delgado      |  |  | LD Alajuelense       |
| 17          | Maximillian Peynado |  |  | Municipal Turrialba  |
| Middenveld  |                     |  |  |                      |
| 8           | Giancarlo Morera    |  |  | Deportivo Saprissa   |
| 9           | Roy Myers           |  |  | Deportivo Saprissa   |
| 11          | Carlos Castro       |  |  | AD Carmelita         |
| 12          | Johnny Murillo      |  |  | Municipal Puntarenas |
| 13          | José Alberto Solano |  |  | Municipal Turrialba  |
| 14          | Floyd Guthrie       |  |  | Municipal Turrialba  |
| 19          | Erick Rodríguez     |  |  | CS Cartaginés        |
| Aanval      |                     |  |  |                      |
| 7           | Michael Myers       |  |  | Municipal Turrialba  |
| 10          | Juan Cayasso        |  |  | Deportivo Saprissa   |
| 18          | Rónald Gómez        |  |  | AD Carmelita         |

| Doel        |                   |  |  |                         |
| 1           | Alvaro Mésen      |  |  | CS Herediano            |
| 18          | José Porras       |  |  | Deportivo Saprissa      |
| 23          | Donny Grant       |  |  | Municipal Pérez Zeledón |
| Verdediging |                   |  |  |                         |
| 3           | Roy Miller        |  |  | FK Bodø/Glimt           |
| 4           | Michael Umaña     |  |  | Los Angeles Galaxy      |
| 5           | Gabriel Badilla   |  |  | Deportivo Saprissa      |
| 12          | Júnior Díaz       |  |  | CS Herediano            |
| 13          | Víctor Cordero    |  |  | Deportivo Saprissa      |
| 15          | Harold Wallace    |  |  | LD Alajuelense          |
| 19          | Mauricio Wright   |  |  | CS Herediano            |
| Middenveld  |                   |  |  |                         |
| 6           | Danny Fonseca     |  |  | CS Cartaginés           |
| 7           | Oscar Rojas       |  |  | CD Veracruz             |
| 8           | José Luis López   |  |  | Deportivo Saprissa      |
| 11          | Christian Bolaños |  |  | Deportivo Saprissa      |
| 14          | Géiner Segura     |  |  | Municipal Pérez Zeledón |
| 17          | Steven Bryce      |  |  | Anorthosis Famagusta    |
| 20          | Douglas Sequeira  |  |  | Chivas USA              |
| Aanval      |                   |  |  |                         |
| 9           | Bryan Ruiz        |  |  | LD Alajuelense          |
| 10          | Jafet Soto        |  |  | CS Herediano            |
| 21          | Randall Brenes    |  |  | FK Bodø/Glimt           |

| Doel        |                   |  |  |                         |
| 1           | Wardy Alfaro      |  |  | LD Alajuelense          |
| 18          | José Porras       |  |  | Deportivo Saprissa      |
| 23          | Dexter Lewis      |  |  | Municipal Pérez Zeledón |
| Verdediging |                   |  |  |                         |
| 2           | Jervis Drummond   |  |  | Deportivo Saprissa      |
| 3           | Víctor Cordero    |  |  | Deportivo Saprissa      |
| 4           | Michael Umaña     |  |  | CS Herediano            |
| 6           | Andrés Nuñez      |  |  | Deportivo Saprissa      |
| 12          | Leonardo González |  |  | CS Herediano            |
| 15          | Harold Wallace    |  |  | LD Alajuelense          |
| 17          | Gabriel Badilla   |  |  | Deportivo Saprissa      |
| 20          | Pablo Chinchilla  |  |  | SCR Altach              |
| Middenveld  |                   |  |  |                         |
| 5           | Freddy Fernández  |  |  | Municipal Pérez Zeledón |
| 8           | Rodolfo Rodríguez |  |  | Brujas de Escazú        |
| 10          | Walter Centeno    |  |  | Deportivo Saprissa      |
| 11          | Michael Barrantes |  |  | Puntarenas FC           |
| 13          | Allan Alemán      |  |  | Deportivo Saprissa      |
| 14          | Randall Azofeifa  |  |  | KAA Gent                |
| 16          | Christian Bolaños |  |  | Deportivo Saprissa      |
| Aanval      |                   |  |  |                         |
| 7           | Rolando Fonseca   |  |  | LD Alajuelense          |
| 9           | Johnny Cubero     |  |  | Xelaju MC               |
| 19          | Álvaro Saborio    |  |  | FC Sion                 |
| 21          | Windell Gabriel   |  |  | Municipal Pérez Zeledón |
| 22          | Mario Camacho     |  |  | Puntarenas FC           |

| Doel        |                   |  |  |                    |
| 1           | Keylor Navas      |  |  | Albacete Balompié  |
| 18          | Donny Grant       |  |  | AD San Carlos      |
| 23          | Leonel Moreira    |  |  | CS Herediano       |
| Verdediging |                   |  |  |                    |
| 3           | Johnny Acosta     |  |  | LD Alajuelense     |
| 4           | José Salvatierra  |  |  | LD Alajuelense     |
| 6           | Heiner Mora       |  |  | Deportivo Saprissa |
| 11          | Diego Madrigal    |  |  | Cerro Porteño      |
| 14          | Bryan Oviedo      |  |  | FC Nordsjælland    |
| 15          | Júnior Díaz       |  |  | Club Brugge        |
| 19          | Óscar Duarte      |  |  | Deportivo Saprissa |
| 20          | Dennis Marshall   |  |  | Aalborg BK         |
| Middenveld  |                   |  |  |                    |
| 2           | Cristian Gamboa   |  |  | Fredrikstad FK     |
| 5           | Celso Borges      |  |  | Fredrikstad FK     |
| 7           | Christian Bolaños |  |  | FC Kopenhagen      |
| 8           | David Guzmán      |  |  | Deportivo Saprissa |
| 22          | José Cubero       |  |  | CS Herediano       |
| 24          | Allen Guevara     |  |  | LD Alajuelense     |
| Aanval      |                   |  |  |                    |
| 9           | Álvaro Saborio    |  |  | Real Salt Lake     |
| 10          | Bryan Ruiz        |  |  | FC Twente          |
| 12          | Joel Campbell     |  |  | Puntarenas FC      |
| 16          | Marco Ureña       |  |  | Koeban Krasnodar   |
| 17          | Josué Martínez    |  |  | Deportivo Saprissa |
| 21          | Randall Brenes    |  |  | CS Cartaginés      |

| Doel        |                    |  |  |                      |
| 1           | Danny Carvajal     |  |  | Deportivo Saprissa   |
| 18          | Patrick Pemberton  |  |  | LD Alajuelense       |
| 23          | Esteban Alvarado   |  |  | AZ Alkmaar           |
| Verdediging |                    |  |  |                      |
| 2           | Francisco Calvo    |  |  | Deportivo Saprissa   |
| 3           | Giancarlo González |  |  | US Palermo           |
| 4           | Michael Umaña      |  |  | Persepolis           |
| 6           | Keyner Brown       |  |  | CS Herediano         |
| 8           | Dave Myrie         |  |  | CS Herediano         |
| 15          | Júnior Díaz        |  |  | 1. FSV Mainz 05      |
| 16          | Cristian Gamboa    |  |  | West Bromwich Albion |
| 19          | Roy Miller         |  |  | New York Red Bulls   |
| Middenveld  |                    |  |  |                      |
| 5           | Celso Borges       |  |  | Deportivo La Coruña  |
| 7           | Elías Aguilar      |  |  | CS Herediano         |
| 13          | Marvin Ángulo      |  |  | Deportivo Saprissa   |
| 14          | Deyver Vega        |  |  | Deportivo Saprissa   |
| 20          | David Guzmán       |  |  | Deportivo Saprissa   |
| 22          | José Cubero        |  |  | Blackpool            |
| Aanval      |                    |  |  |                      |
| 9           | Álvaro Saborio     |  |  | Real Salt Lake       |
| 10          | Bryan Ruiz         |  |  | Sporting CP          |
| 11          | Jonathan McDonald  |  |  | LD Alajuelense       |
| 12          | Joel Campbell      |  |  | Arsenal              |
| 17          | Johan Venegas      |  |  | Impact de Montreal   |
| 21          | David Ramírez      |  |  | Deportivo Saprissa   |

### Copa América
| Doel        |                    |  |  |                    |
| 1           | Erick Lonnis       |  |  | Deportivo Saprissa |
| 22          | Hermidio Barrantes |  |  | CS Cartaginés      |
| Verdediging |                    |  |  |                    |
| 2           | Harold Wallace     |  |  | LD Alajuelense     |
| 3           | Luis Marín         |  |  | LD Alajuelense     |
| 4           | Rónald González    |  |  | Deportivo Saprissa |
| 13          | Javier Delgado     |  |  | LD Alajuelense     |
| 19          | Mauricio Wright    |  |  | Deportivo Saprissa |
| 20          | Geovanny Jara      |  |  | CS Herediano       |
| Middenveld  |                    |  |  |                    |
| 5           | Joaquín Guillén    |  |  | LD Alajuelense     |
| 6           | Wilmer López       |  |  | LD Alajuelense     |
| 8           | Mauricio Solís     |  |  | Derby County       |
| 9           | Roy Myers          |  |  | CF Pachuca         |
| 12          | Óscar Ramírez      |  |  | Belén FC           |
| 15          | Walter Centeno     |  |  | Deportivo Saprissa |
| 18          | Austin Berry       |  |  | LD Alajuelense     |
| Aanval      |                    |  |  |                    |
| 7           | Allan Oviedo       |  |  | CS Herediano       |
| 11          | Jafet Soto         |  |  | Monarcas Morelia   |
| 10          | Rolando Fonseca    |  |  | LD Alajuelense     |
| 14          | Sandro Alfaro      |  |  | CS Herediano       |
| 16          | Rónald Gómez       |  |  | Sporting Gijón     |
| 17          | Hernán Medford     |  |  | CF Pachuca         |

| Doel        |                      |  |  |                    |
| 1           | Erick Lonnis         |  |  | Deportivo Saprissa |
| 18          | Lester Morgan        |  |  | CS Herediano       |
| 23          | Ricardo González     |  |  | LD Alajuelense     |
| Verdediging |                      |  |  |                    |
| 2           | Jervis Drummond      |  |  | Deportivo Saprissa |
| 3           | Luis Antonio Marín   |  |  | LD Alajuelense     |
| 5           | Gilberto Martínez    |  |  | Deportivo Saprissa |
| 12          | Robert Arias         |  |  | CS Herediano       |
| 14          | Austín Berry         |  |  | CS Herediano       |
| 15          | Harold Wallace       |  |  | LD Alajuelense     |
| 21          | Reynaldo Parks       |  |  | CF La Piedad       |
| 22          | Carlos Castro        |  |  | LD Alajuelense     |
| Middenveld  |                      |  |  |                    |
| 7           | Rolando Fonseca      |  |  | CSD Comunicaciones |
| 8           | Mauricio Solís       |  |  | LD Alajuelense     |
| 10          | Wálter Centeno       |  |  | Deportivo Saprissa |
| 16          | Steven Bryce         |  |  | LD Alajuelense     |
| 19          | Rodrigo Cordero      |  |  | CS Herediano       |
| Aanval      |                      |  |  |                    |
| 9           | Paulo César Wanchope |  |  | Manchester City    |
| 11          | Ronald Gómez         |  |  | OFI Kreta          |
| 17          | Hernán Medford       |  |  | Necaxa             |

| Doel        |                   |  |  |                    |
| 1           | Víctor Bolivar    |  |  | Municipal Liberia  |
| 18          | José Porras       |  |  | Deportivo Saprissa |
| 22          | Ricardo González  |  |  | LD Alajuelense     |
| Verdediging |                   |  |  |                    |
| 2           | Michael Umaña     |  |  | CS Herediano       |
| 3           | Luis Marín        |  |  | LD Alajuelense     |
| 4           | Alexander Castro  |  |  | LD Alajuelense     |
| 12          | Leonardo González |  |  | CS Herediano       |
| 15          | Júnior Díaz       |  |  | CS Herediano       |
| 16          | Tray Bennett      |  |  | Deportivo Saprissa |
| 19          | Mauricio Wright   |  |  | CS Herediano       |
| Middenveld  |                   |  |  |                    |
| 6           | Cristian Oviedo   |  |  | CS Herediano       |
| 7           | Alonso Solís      |  |  | Deportivo Saprissa |
| 8           | Danny Fonseca     |  |  | CS Herediano       |
| 10          | Walter Centeno    |  |  | Deportivo Saprissa |
| 13          | Carlos Hernández  |  |  | LD Alajuelense     |
| 14          | Cristian Badilla  |  |  | CS Herediano       |
| 17          | Steven Bryce      |  |  | LD Alajuelense     |
| 20          | Douglas Sequeira  |  |  | Deportivo Saprissa |
| Aanval      |                   |  |  |                    |
| 5           | Whayne Wilson     |  |  | CS Cartaginés      |
| 9           | Álvaro Saborio    |  |  | Deportivo Saprissa |
| 11          | Rónald Gómez      |  |  | Deportivo Saprissa |
| 21          | Andy Herron       |  |  | CS Herediano       |

| Doel        |                   |  |  |                           |
| 1           | Minor Álvarez     |  |  | Deportivo Saprissa        |
| 13          | Danny Carvajal    |  |  | AD San Carlos             |
| 18          | Leonel Moreira    |  |  | CS Herediano              |
| Verdediging |                   |  |  |                           |
| 3           | Johnny Acosta     |  |  | LD Alajuelense            |
| 2           | Francisco Calvo   |  |  | CS Herediano              |
| 4           | José Salvatierra  |  |  | LD Alajuelense            |
| 6           | Heiner Mora       |  |  | Deportivo Saprissa        |
| 15          | Jorge Gatgens     |  |  | LD Alajuelense            |
| 19          | Óscar Duarte      |  |  | Deportivo Saprissa        |
| 20          | Pedro Leal        |  |  | FK Senica                 |
| Middenveld  |                   |  |  |                           |
| 5           | Luis Miguel Valle |  |  | LD Alajuelense            |
| 7           | Allen Guevara     |  |  | LD Alajuelense            |
| 8           | David Guzmán      |  |  | Deportivo Saprissa        |
| 11          | Diego Madrigal    |  |  | Cerro Porteño             |
| 16          | Kevin Fajardo     |  |  | Santos de Guápiles        |
| 22          | José Cubero       |  |  | CS Herediano              |
| Aanval      |                   |  |  |                           |
| 9           | Jorge Castro      |  |  | Universidad de Costa Rica |
| 10          | Randall Brenes    |  |  | CS Cartaginés             |
| 12          | Joel Campbell     |  |  | Deportivo Saprissa        |
| 14          | Hanzel Araúz      |  |  | Santos de Guápiles        |
| 17          | Josué Martínez    |  |  | Deportivo Saprissa        |
| 21          | César Elizondo    |  |  | Municipal Pérez Zeledón   |

| Doel        |                   |     |    |                      |
|             | Keylor Navas      | 66  | 0  | Real Madrid          |
| 18          | Patrick Pemberton | 31  | 0  | Alajuelense          |
| 23          | Esteban Alvarado  | 11  | 0  | Trabzonspor          |
| Verdediging |                   |     |    |                      |
| 3           | Francisco Calvo   | 14  | 0  | Deportivo Saprissa   |
| 6           | Óscar Duarte      | 31  | 2  | RCD Espanyol         |
| 8           | Bryan Oviedo      | 29  | 1  | Everton              |
| 15          | José Salvatierra  | 28  | 0  | Alajuelense          |
| 16          | Cristian Gamboa   | 50  | 3  | West Bromwich Albion |
| 19          | Kendall Waston    | 10  | 1  | Vancouver Whitecaps  |
| 22          | Ronald Matarrita  | 12  | 0  | New York City        |
| Middenveld  |                   |     |    |                      |
| 5           | Celso Borges      | 93  | 20 | Deportivo La Coruña  |
| 7           | Christian Bolaños | 67  | 3  | Vancouver Whitecaps  |
| 11          | Johan Venegas     | 25  | 6  | Montreal Impact      |
| 14          | Randall Azofeifa  | 41  | 1  | CS Herediano         |
| 17          | Yeltsin Tejeda    | 37  | 0  | Évian                |
| Aanval      |                   |     |    |                      |
| 9           | Álvaro Saborío    | 108 | 34 | D.C. United          |
| 10          | Bryan Ruiz        | 91  | 21 | Sporting Lissabon    |
| 12          | Joel Campbell     | 62  | 11 | Arsenal FC           |
| 21          | Marco Ureña       | 42  | 10 | Midtjylland          |

FEDEFUTBOL · A-internationals · Selecties · Bondscoaches · Costa Ricaans vrouwenelftal · Costa Rica U21 · Costa Rica U20 · Costa Rica U19 · Costa Rica U18 · Costa Rica U17
1920 – 1949 ·
1950 – 1969 ·
1970 – 1979 ·
1980 – 1989 ·
1990 – 1999 ·
2000 – 2009 ·
2010 – 2019 ·
2020 − 2029
Copa América 1997 · 
Copa América 2001 · 
Copa América 2004 · 
Copa América 2011 · 
Copa América 2016
WK 1990 · 
WK 2002 · 
WK 2006 · 
WK 2014 · 
WK 2018
OS 1980 · 
OS 1984 · 
OS 2004
1921 · 
1922–1929 · 
1930 · 
1931–1934 · 
1935 · 
1936–1937 · 
1938 · 
1939 · 
1940 · 
1941 · 
1942 · 
1943 · 
1944–1945 · 
1946 · 
1947 · 
1948 · 
1949 · 
1950 · 
1951 · 
1952 · 
1953 · 
1954 · 
1955 · 
1956 · 
1957 · 
1958 · 
1959 · 
1960 · 
1961 · 
1962 · 
1963 · 
1964 · 
1965 · 
1966 · 
1967 · 
1968 · 
1969 · 
1970 · 
1971 · 
1972 · 
1973 · 
1974–1975 · 
1976 · 
1977–1978 · 
1979 · 
1980 · 
1981–1982 · 
1983 · 
1984 · 
1985 · 
1986 · 
1987 · 
1988 · 
1989 · 
1990 · 
1991 · 
1992 · 
1993 · 
1994 · 
1995 · 
1996 · 
1997 · 
1998 · 
1999 · 
2000 · 
2001 · 
2002 · 
2003 · 
2004 · 
2005 · 
2006 · 
2007 · 
2008 · 
2009 · 
2010 · 
2011 · 
2012 · 
2013 · 
2014 · 
2015 · 
2016 · 
2017 ·
2018 ·
2019 ·
2020 ·
2021 ·
2022 ·
2023 ·
2024
Argentinië ·
Aruba ·
Australië ·
Bahama's ·
Barbados ·
België ·
Belize ·
Bermuda ·
Bolivia ·
Bosnië en Herzegovina ·
Brazilië ·
Canada ·
Chili ·
China ·
Colombia ·
Cuba ·
Curaçao ·
Dominicaanse Republiek ·
Duitsland ·
Ecuador ·
El Salvador ·
Engeland ·
Finland ·
Frankrijk ·
Grenada ·
Griekenland ·
Guatemala ·
Guyana ·
Haïti ·
Honduras ·
Hongarije ·
Ierland ·
Iran ·
Italië ·
Jamaica ·
Japan ·
Joegoslavië ·
Kameroen ·
Marokko ·
Mexico ·
Nederland ·
Nederlandse Antillen ·
Nicaragua ·
Nieuw-Zeeland ·
Nigeria ·
Noord-Ierland ·
Noorwegen ·
Oekraïne ·
Oezbekistan ·
Oman ·
Oostenrijk ·
Panama ·
Paraguay ·
Peru ·
Polen ·
Puerto Rico ·
Qatar ·
Rusland ·
Saint Kitts en Nevis ·
Saint Vincent en de Grenadines ·
Saoedi-Arabië ·
Schotland ·
Servië ·
Slowakije ·
Sovjet-Unie ·
Spanje ·
Suriname ·
Trinidad en Tobago ·
Tsjechië ·
Tsjecho-Slowakije ·
Tunesië ·
Turkije ·
Uruguay ·
Venezuela ·
Verenigde Arabische Emiraten ·
Verenigde Staten ·
Wales ·
Zuid-Afrika ·
Zuid-Korea ·
Zweden ·
Zwitserland
Brazilië (2018) ·
China (2002) · 
Duitsland (2006) · 
Ecuador (2006) · 
Engeland (2014) · 
Griekenland (2014) · 
Italië (2014) ·
Nederland (2014) · 
Polen (2006) · 
Servië (2018) ·
Spanje (2022) ·
Turkije (2002) · 
Uruguay (2014) ·
Zwitserland (2018)